# Lysiteles minusculus
Lysiteles minusculus là một loài nhện trong họ Thomisidae.
Loài này thuộc chi Lysiteles. Lysiteles minusculus được Da-xiang Song & Jian-yuan Chai miêu tả năm 1990.